# Fabián Castillo
Fabián Andrés Castillo Sánchez (* 17. Juni 1992 in Cali) ist ein kolumbianischer Fußballspieler, der als Stürmer eingesetzt wird.

## Karriere

### Verein
Sein Profidebüt gab Castillo in der Saison 2010. Am 18. Juli 2010 erzielte Castillo sein erstes Tor für Deportivo Cali bei einem 1:1 gegen Deportes Tolima. Im selben Jahr gewann er mit seiner Mannschaft den Copa Colombia.
Am 7. März 2011 unterzeichnete Castillo einen Dreijahresvertrag beim FC Dallas in der Major League Soccer (MLS). Sein Debüt in der MLS absolvierte er am 26. März 2011 bei der 2:1-Niederlage gegen die San José Earthquakes. Sein erstes Tor erzielte Castillo am 1. Mai 2011 gegen Los Angeles Galaxy.
Am 10. Februar 2015 gab der FC Dallas bekannt, dass Castillo einen Fünfjahresvertrag unterzeichnet habe. Für die Saison 2016/17 wurde er an den türkischen Erstligisten Trabzonspor verliehen. Im Januar 2017 zog Trabzonspor die Kaufoption für ihn.

### Nationalmannschaft
Nachdem Castillo für die Nachwuchsnationalmannschaften des FCF in den Altersklassen U17 und U20 zu Länderspielen gekommen war, gab er am 8. September 2015 in der Red Bull Arena von Harrison im Bundesstaat New Jersey, beim 1:1-Unentschieden im Freundschaftsspiel gegen die A-Nationalmannschaft Perus, sein A-Länderspieldebüt.

## Erfolge
Deportivo Cali
- Copa Colombia: 2010

Colo-Colo
- Copa Chile: 2023